# Jugement déclaratoire
Un jugement déclaratoire est un jugement où un juge émet une déclaration concernant l'existence ou non d'un droit ou pour résoudre une difficulté réelle même en l'absence de litige.

## Droit américain
En droit américain, un jugement déclaratoire est la décision juridique d'un tribunal qui résout l'insécurité juridique pour le plaideur. Il s'agit d'une forme de décision préventive par laquelle une partie impliquée dans une affaire juridique réelle ou éventuelle peut demander à un tribunal de statuer de manière définitive sur et d'affirmer les droits, devoirs ou obligations d'une ou plusieurs parties dans une affaire civile (sous réserve de tout  appel). 
Le jugement déclaratoire est généralement considéré comme un recours statutaire et non comme un recours en equity aux États-Unis, et n’est donc pas soumis à des conditions d’équité, bien qu’il existe des analogies dans les recours accordés par tribunaux d'equity,.
Un jugement déclaratoire n'ordonne pas en soi une action d'une partie, ni n'implique de dommages ou d'injonction, bien qu'il puisse être accompagné d'une ou de plusieurs autres mesures de redressement.

## Droit québécois (Canada)
En droit québécois, le jugement déclaratoire est défini de manière plus précise à l'article 142 du Code de procédure civile du Québec : « La demande en justice peut avoir pour objet d’obtenir, même en l’absence de litige, un jugement déclaratoire déterminant, pour solutionner une difficulté réelle, l’état du demandeur ou un droit, un pouvoir ou une obligation lui résultant d’un acte juridique. »

### Exemples jurisprudentiels significatifs
- À quelques mois du référendum québécois de 1995, l'avocat Guy Bertrand s'est adressé à la Cour supérieure du Québec pour obtenir un jugement déclaratoire sur la légalité de la sécession unilatérale du Québec[6].

- Dans le contexte de l'affaire Yves Michaud, M. Michaud a fait une demande de jugement déclaratoire à la Cour supérieure en 2004[7].

- Lorsque la Charte canadienne est enfreinte par la prérogative royale, le seul véritable recours est un jugement déclaratoire, d'après la Cour suprême dans l'arrêt Operation Dismantle[8].

- Dans l'arrêt El-Alloul c. Procureure générale du Québec [9], la Cour d'appel accueille un appel sur un jugement ayant rejeté une demande de jugement déclaratoire concernant le droit d'une justiciable de porter le voile pendant une audience.

- Dans l'arrêt Alves c. Ville de Montréal[10], la Cour du Québec se déclare compétente pour un jugement déclaratoire dont la valeur est inférieure à 85 000 $.

- Dans l'arrêt Duquet c. Ville de Sainte-Agathe-des-Monts[11], un jugement déclaratoire abolit la distinction historique entre un recours curatif et un recours préventif.